# Seo Ye-hwa
Seo Ye-hwa (en hangul 서예화; nacida el 17 de marzo de 1989 en Seúl) es una actriz y modelo surcoreana. Es conocida por su trabajo en series como Vincenzo, La novata de la calle y Extracurricular.

## Carrera
Forma parte de la agencia Namoo Actors. Debutó en teatro musical en 2008 con Karen and the Red Shoes, y en televisión en 2014, en la serie Flower Grandpa Investigation Unit, con el personaje de Lee Soo-jung. Después ha intervenido en el reparto de series como La novata de la calle, Extracurricular y Her Private Life.
En los primeros años 20 ha seguido interpretando con continuidad  papeles de reparto en series como Vincenzo, Police University y Moonshine. La actriz considera su aparición en Vincenzo como un punto de inflexión en su carrera: «este es un trabajo que me cambió como persona. Lo disfruté mucho y me enamoré del trabajo».Tras concluir el rodaje de Moonshine, la actriz anunció que su próximo trabajo sería en la serie de Netflix Adiós, Tierra. Sin embargo, con el rodaje concluido la productora aplazó de modo indefinido su estreno como consecuencia de la situación judicial del protagonista, Yoo Ah-in.Entretanto se resolvía la cuestión, Seo apareció en otras series a lo largo de 2023: Los demás no y Tu tiempo llama.

## Filmografía

### Series de televisión
| Año     | Título                            | Papel         | Canal   | Notas                       | Ref.          |
| ------- | --------------------------------- | ------------- | ------- | --------------------------- | ------------- |
| 2014    | Flower Grandpa Investigation Unit | Lee Soo-jung  | tvN     |                             | [ 13 ]        |
| 2016    | Thumping Spike                    | Kim Mi-jin    | MBN     |                             |               |
| 2016    | Thumping Spike 2                  | Kim Mi-jin    | MBN     |                             |               |
| 2016    | El rey de las compras, Louie      | Enfermera     | MBC     | Episodio 15                 |               |
| 2017    | Good Manager                      | Je-ri         | KBS2    |                             | [ 14 ] [ 15 ] |
| 2018    | Lawless Lawyer                    | Geum-ja       | tvN     |                             | [ 16 ]        |
| 2019    | Her Private Life                  | Yoo Kyung-ah  | tvN     |                             | [ 2 ]         |
| 2020    | Extracurricular                   | Na Sung-mi    | Netflix | Serie web                   | [ 17 ] [ 18 ] |
| 2020    | La novata de la calle             | Hwang Geum-bi | SBS     |                             | [ 3 ] [ 16 ]  |
| 2021    | Vincenzo                          | Jang Yeon-jin | Netflix | Serie web                   | [ 19 ] [ 20 ] |
| 2021    | Police University                 | Baek-hee      | KBS2    |                             | [ 21 ]        |
| 2021-22 | Moonshine                         | Cheon Geum    | KBS     |                             | [ 8 ] [ 22 ]  |
| 2023    | Los demás no                      | Im Tae-kyung  | ENA     |                             | [ 12 ]        |
| 2023    | Tu tiempo llama                   | Seo Na-eun    | Netflix | Serie web                   | [ 6 ] [ 23 ]  |
| 2024    | La reina de las lágrimas          | Kim Ye-na     | tvN     | Aparición especial          |               |
| 2024    | Adiós, Tierra                     | So Joo-yeon   | Netflix | Serie web, estreno aplazado | [ 9 ] [ 10 ]  |
| 2025    | Motel California                  | Esther Park   | MBC     |                             | [ 24 ] [ 25 ] |

## Premios y nominaciones
| Año  | Premio           | Categoría               | Papel                 | Resultado | Ref.          |
| ---- | ---------------- | ----------------------- | --------------------- | --------- | ------------- |
| 2020 | SBS Drama Awards | Mejor actriz revelación | La novata de la calle | Nominada  | [ 26 ] [ 27 ] |